# سد ایکنهوف
سد ایکنهوف (به لاتین: Eikenhof Dam) یک سد در آفریقای جنوبی است که در کیپ غربی واقع شده‌است.